# Cichladusa
A Cichladusa  a madarak osztályának verébalakúak (Passeriformes) rendjébe és a légykapófélék (Muscicapidae) családjába tartozó nem.

## Rendszerezésük
A nemet Wilhelm Peters német természettudós írta le 1863-ban, az alábbi fajok tartoznak ide:
- Morgan-pálmarigó (Cichladusa arquata)
- szürkemellű pálmarigó (Cichladusa ruficauda)
- foltos pálmarigó (Cichladusa guttata)

## Előfordulásuk
Afrika területén honosak. Természetes élőhelyeik a szubtrópusi és trópusi erdők, szavannák és cserjések, valamint ültetvények és vidéki kertek. Állandó, nem vonuló fajok.

## Megjelenésük
Testhosszuk 18 centiméter körüli.